# Sembunglor
Sembunglor is een bestuurslaag in het regentschap Bojonegoro van de provincie Oost-Java, Indonesië. Sembunglor telt 1442 inwoners (volkstelling 2010).